# The Great American Bash (2006)
The Great American Bash (2006) — это третье по счёту Pay-per-view (PPV) реслинг-шоу в истории The Great American Bash, которое провёл крупнейший американский реслинг-промоушен WWE и семнадцатое Great American Bash в истории. Шоу включало в себя исключительно рестлеров из бренда SmackDown!.
В мейн-ивенте шоу Король Букер победил Рея Мистерио за Мировое чемпионство из-за вмешательства Чаво Герреро. В матче Гробовщика против Биг Шоу в первом матче «Пендажбская Клетка» (англ. Punjabi Prison Match) победил Гробовщик. Еще одним из важных матчей на шоу был матч Батисты и Мистера Кеннеди, где Кеннеди победил после дисквалификации Батисты.
Великий Кали и Бобби Лэшли должны были сразиться в своих матчах против Гробовщика в матче «Пенджабская клетка» и против Финли за Чемпионство Соединённых Штатов соответственно, но обоих сняли с мероприятия из-за повышенных ферментов в печени, что, возможно, означало гепатит. После события были получены положительные результаты тестов. Марк Генри должен был сразиться с Батистой, однако  разорвал сухожилие надколенника прямо перед The Great American Bash в матче на Saturday Night's Main Event XXXIII, поэтому его заменил Мистер Кеннеди.

## Производство

### Предыстория

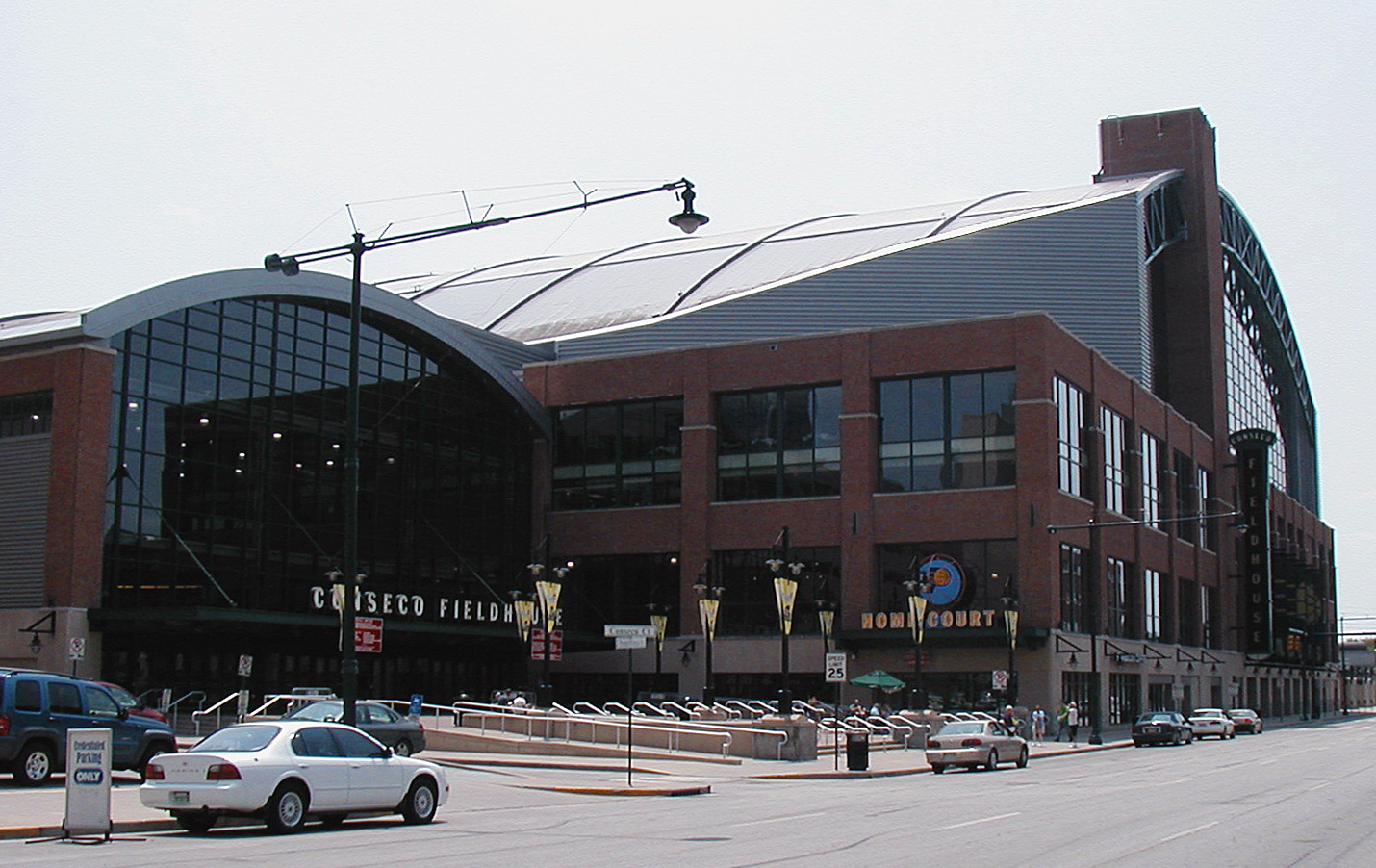
Шоу проходило на Консеко-филдхаус в Индианаполисе, Индиана.

The Great American Bash — это шоу по рестлингу, созданное в 1985 году. После того, когда World Wrestling Entertainment (WWE) выкупила компанию World Championship Wrestling (WCW) в марте 2001 года , WWE вернула это Pay-per-view (PPV) в 2004. Шоу в 2006 году стало третьим ежегодным Great Anerican Bash под эгидой WWE и семнадцатое шоу в целом. Шоу прошло 23 июля 2006 года на Консеко-филдхаус в Индианаполисе, Индиана. Как и в предыдущие два года, шоу включало рестлеров только из бренда SmackDown!.

### Сюжетные линии
Главной враждой, которая произошла до The Great American Bash была между Реем Мистерио и Королём Букером за Мировое чемпионство. 7 июля на эпизоде SmackDown!, Букер стал претендентом #1, устранив Уильяма Ригала и Мэтта Харди из королевской битвы. Позже этой ночью, Букер и Королева Шармелл, жена Букера, атаковали Мистерио за кулисами, где Шармелл провела Рею лоу-блоу.

Я побью этого крестьянина (Мистерио), и выиграю Мировое Чемпионство на the Great American Bash. Я хочу это всё. Я хочу, чтобы всё мое королевство радовалось в моём королевском великолепии. Король Букер скоро станет Королём мира.

На следующем эпизоде SmackDown!, Мистерио сразился против Уильяма Ригала, члена "Двора Короля Букера". Букер, который был комментатором в этом матче, пытался вмешаться в матч. Мистерио, однако атаковал Букера и покрыл Ригала, и таким образом, выигрывая матч. После матча, Мистерио провел Букеру 619 и сентон. На SmackDown! 21 июля, Мистерио победил Букера в матче не за титул. Мистерио покрыл Букера проведя ему 619, после вмешательства Чаво Герреро.
Ещё одним важным противостоянием было противостояние Гробовщика и Великана Хали. На предыдущем Pay-per-view для SmackDown! Judgment Day, Хали победил Гробовщика. Месяц спустя, 30 июня на эпизоде SmackDown!, Хали вызвал Гробовщика на матч Пенджабская клетка на The Great American Bash. На следующей неделе, Гробовщик принял вызов Хали.

Великан Хали, ты посмел вызвать меня. Существует старая поговорка, что ты должен уйти, пока ты  впереди. На The Great American Bash, я сражусь с тобой в твоём матче Пенджабская клетка, где там ты будешь покоиться с миром.

## Шоу
| Должность:              | Имя и Фамилия:         |
| ----------------------- | ---------------------- |
| Английские комментаторы | Майкл Коул             |
| Английские комментаторы | Джон "Брэдшоу" Лэйфилд |
| Испанские комментаторы  | Хьюго Савинович        |
| Испанские комментаторы  | Карлос Кабрера         |
| Интервьюер              | Майк "Миз" Мизанин     |
| Ринг-анонсер            | Тони Чимел             |
| Рефери поединков        | Чарльз Робинсон        |
| Рефери поединков        | Ник Патрик             |
| Рефери поединков        | Крис Кай               |

Перед началом прямой трансляции шоу, Фунаки победил Саймона Дина в темном матче.
Шоу открылось с матча где Пол Лондон и Брайан Кендрик сразились с Питбуллями (Джейми Ноубл и Кид Кэш) за Командное чемпионство WWE. Лондон и Кендрик доминировали большинство матча, так как они провели множество командных приёмов. Кендрик покрыл Ноубла закатным флипом (англ. sunset flip) после дропкика от Лондона, чтобы победить в матче и сохранить титулы.
Во втором матче, Финли защищал своё Чемпионство Соединённых Штатов WWE против Уильяма Ригала. Перед матчем, Генеральный менеджер SmackDown! Теодор Лонг объявил, что Бобби Лэшли, который должен был сразиться в матче, не сможет сражаться из-за повышенных ферментов в его печени. Финли владел преимуществом в матче, так как Маленький Бастард атаковал Ригала много раз. Финли покрыл Ригала с помощью его ног на верёвках, после того, когда он ударил Ригала ботинком Ригала, который у него стащил Маленький Бастард, чтобы выиграть матч и сохранить свой титул.
В третьем матче Грегори Хелмс сразился с Мэттом Харди, который заменял в этом матче Супер Крейзи, у которого тоже были повышенные ферменты в печени. Матч  шел равномерно, так как каждый рестлер получал своё преимущество в матче. В конце матча, Хелмс покрыл Мэтта, когда он держался за его аттиру, чтобы выиграть матч.
В четвёртом матче, Биг Шоу сразился со Гробовщиком в первом матче Пендажбская клетка. Чтобы выиграть сам матч, рестлер должен сбежать из наружней и внутренней бамбуковых структур. На шоу, Генеральный Менеджер Теодор Лонг поставил Биг Шоу в матч вместо Великана Хали за то, что тот атаковал Гробовщика за кулисами. На самом деле, Хали также, как Лэшли и Супер Крейзи, был не в состоянии начать матч из-за повышенных ферментов в его печени. Оба Биг Шоу и Гробовщик смогли сбежать из внутренней конструкции. Во время драки между двумя конструкциями, Биг Шоу бросил Гробовщика обратно во внутреннюю конструкцию. Нога Гробовщика коснулась пола первой, поэтому он был объявлен победителем.
Следующий матч был Четырёхсторонний матч Бра и Трусы между Эшли Массаро, Кристал Маршалл, Джиллиан Холл, и Мишель Маккул. Массаро выиграла матч после того, когда она сняла верх у Кристал.
В шестом матче, Батиста сразился против Мистера Кеннеди. Во время матча, Батиста ударил голову Кеннеди об стальные ступени, об которые Кеннеди порезался и обнажил свой череп. Кеннеди выиграл матч, после того, когда Батиста был дисквалификацирован за то, что он не смог остановить захват горла который он применял на Кеннеди.  После матча, Кеннеди потребовалось наложить двадцать швов, чтобы закрыть порезы, которые он получил во время матча.
В главном событии шоу, Рей Мистерио защищал своё Мировое чемпионство против Короля Букера. В конце матча, Чаво Герреро вышел на матч, чтобы предположительно помочь Мистерио. Когда Герреро собирался ударить Короля Букера стулом, он повернулся к Мистерио и ударил стулом его вместо Букера. Король Букер покрыл Мистерио, и таким образом, выигрывая титул.

## После шоу
После The Great American Bash, рематч между Королём Букером и Реем Мистерио за Чемпионство мира в тяжёлом весе был назначен. В матче Король Букер сохранил своё чемпионство, после вмешательства Чаво Герреро. 4 августа на эпизоде бренда SmackDown!, в назначенном матче, Батиста победил Мистера Кеннеди. Комментатор SmackDown! Майкл Коул поздравил Батисту с победой в матче. Батиста сказал Коулу сохранить его поздравления, пока он не вернёт себе Чемпионство мира в тяжёлом весе. На следующей неделе, Батиста отблагодарил Короля Букера за то, что держал "его" Чемпионство мира в тяжёлом весе и сказал ему, что он вернёт его обратно на SummerSlam.  На SummerSlam, Батиста победил Короля Букера по дисквалификации, после вмешательства Королевы Шармелл, поэтому Батиста титул не выиграл.

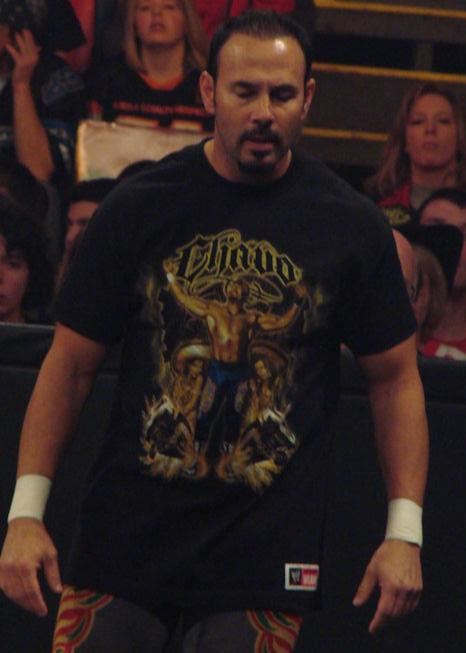
Чаво Герреро, который начал противостояние с Реем Мистерио после шоу

После того, когда Чаво Герреро вмешался в матч против Короля Букера, Герреро и Мистерио начали противостояние между собой, которое продолжалось три месяца. На следующей неделе, Герреро объяснил, почему он атаковал Мистерио на The Great American Bash. Он сказал, что Мистерио был пиявкой, жившей в имени семьи Герреро, и то, что он делал это чтобы возвысить свою карьеру.

Рей Мистерио предал меня. Рей Мистерио вор. Я сейчас скажу, что он украл. Он пытался украсть свет, мой свет. Он сделал всё, чтобы он привязал себя к Эдди Герреро, потому что Рей не может стоять на своих двух ногах. Я спасал тебя от проигыша твоего титула снова и снова. Он использовал имя Герреро... Я Герреро, Рей, а не ты. Рей, ты не только украл у меня Эдди, ты украл его из семьи Герреро, ты украл память об Эдди от каждого из этих людей здесь. Ты никто, кроме как пиявка, которая живёт в крови имени Герреро.

Две недели спустя, 18 августа на эпизоде бренда SmackDown!, Генеральный менеджер Теодор Лонг объявил, что Мистерио и Герреро сразятся друг с другом на SummerSlam. Герреро выиграл матч после того, когда провел Рею лягушачий всплеск (англ. frog splash) после вмешательства Вики Герреро.
Вражда между Мэттом Харди и Грегори Хелмсом началась после их матча на the Great American Bash. 25 августа на эпизоде SmackDown!, Хелмс вмешался в матч между Мистером Кеннеди и Харди, где Кеннеди победил. На следующей неделе, Харди и Хелмс сразились в матче не за титул, в котором Харди победил. Оба продолжили соперничество друг с другом последующие месяцы, включая матч на No Mercy, где выиграл Харди.
Гробовщик и Великан Хали продолжили соперничать до эпизода  SmackDown! 18 августа, где Гробовщик победил Хали в матче Последний стоящий на Ногах.
The Great American Bash в 2006 стал последним Pay-per-view, которое было эксклюзивно для  SmackDown!, так как после WrestleMania 23 в апреле 2007, WWE прекратила экслюзивные pay-per-view.

## Результаты матчей
| №                                                                                       | Результаты                                                                  | Условия                                                         | Время |
| --------------------------------------------------------------------------------------- | --------------------------------------------------------------------------- | --------------------------------------------------------------- | ----- |
| 1P                                                                                      | Фунаки победил Саймона Дина                                                 | Одиночный матч                                                  | —     |
| 2                                                                                       | Пол Лондон и Брайан Кендрик (ч) победили Питбуллей (Джейми Ноубл и Кид Кэш) | Командный матч за Командное чемпионство WWE                     | 13:40 |
| 3                                                                                       | Финли (ч) победил Уильяма Ригала                                            | Одиночный матч за Чемпионство Соединённых Штатов                | 13:49 |
| 4                                                                                       | Грегори Хэлмс победил Мэтта Харди                                           | Одиночный матч                                                  | 11:43 |
| 5                                                                                       | Гробовщик победил Биг Шоу                                                   | Матч Пенджабская Клетка (англ. Punjabi Prison Match)            | 21:35 |
| 6                                                                                       | Эшли Массаро победила Кристал Маршалл, Джиллиан Холл и Мишель Маккул        | Четырёхсторонний матч Бра и Трусы (англ. Bra and Panties Match) | 8:17  |
| 7                                                                                       | Мистер Кеннеди победил Батисту по дисквалификации                           | Одиночный матч                                                  | 8:46  |
| 8                                                                                       | Король Букер (с Королевой Шармелл) победил Рея Мистерио (ч)                 | Одиночный матч за Мировое Чемпионство                           | 16:46 |
| - (ч) – чемпион на начало матча - P – указывает, что матч прошёл на предварительном шоу |                                                                             |                                                                 |       |